# Pfaffenhoffen
Pfaffenhoffen (German: Pfaffenhofen) là một xã thuộc tỉnh Bas-Rhin trong vùng Grand Est đông bắc Pháp.